# Naya Rivera
Naya Rivera (Santa Clarita, 12 de gener de 1987 - llac Piru, Califòrnia, 8 de juliol de 2020) va ser una actriu i cantant estatunidenca d'ascendència porto-riquenya. Fou especialment coneguda pel seu paper a la sèrie de televisió Glee.

## Trajectòria

### Orígens
Rivera va néixer el 12 de gener de 1987 a Santa Clarita (Califòrnia). La gran majoria de la seva vida la va viure dins o prop de Los Angeles. Té ascendència porto-riquenya, afroamericana i alemanya. Els seus pares van ser Yolanda, de professió model, i George Rivera. El seu germà petit és el jugador de futbol americà de l'NFL Mychal Rivera, i la seva germana petita és la model de passarel·la Nickayla Rivera. Als vuit o nous mesos d'edat començà a ser representada pel mateix agent de talents de la seva mare, que es desplaçà fins a Los Angeles per a convèncer-la que fes de model.
Va començar a escriure cançons a l'edat dels 15 anys. El seu timbre de veu és de mezzosoprano.

### Glee
A la sèrie Glee interpreta a una animadora, Santana Lopez. El personatge pateix nombrosos conflictes d'identitat sexual i desenvolupament personal al llarg de les diferents temporades de la sèrie. Santana Lopez reconeix ser homosexual a través d'acceptar els seus sentiments que l'uneixen amb l'altra animadora, Brittany S. Pierce, interpretada per l'actriu Heather Morris.

## Filmografia
| Any       | Pel·lícules/ Sèrie TV              | Paper           | Notes                   |
| --------- | ---------------------------------- | --------------- | ----------------------- |
| 1991-1992 | The Royal Family                   | Hillary Winston | 15 episodis             |
| 1993      | El príncep de Bel-Air              | Cindy           | 1 episodi               |
| 1992-1993 | Family Matters                     | Gwendolyn       | 3 episodis              |
| 1993      | The Sinbad Show                    | Invitada        | 1 episodi               |
| 1995      | Live Shot                          | Ann             | 1 episodi               |
| 1996      | Baywatch                           | Willa           | 1 episodi               |
| 1997-1999 | Smart Guy                          | Kelly / Tanya   | 2 episodis              |
| 1999      | The Jersey                         | Noia            | 1 episodi               |
| 2002      | House Blend                        | Chloe           | Pel·lícula de televisió |
| 2002      | Even Stevens                       | Charlene        | 1 episodi               |
| 2002      | The Master of Disguise             | Captain America |                         |
| 2003      | Soul Food                          | Lauryn          | 2 episodis              |
| 2004      | 8 Simple Rules                     | Nena            | 1 episodi               |
| 2002-2006 | The Bernie Mac Show                | Donna           | 11 episodis             |
| 2008      | Girlfriends                        | Karin           | 1 episodis              |
| 2008      | CSI: Miami                         | Rachel Calvado  | 1 episodi               |
| 2009      | Frankenhood                        | Hottie          |                         |
| 2009      | Glee: Director's Cut Pilot Episode | Santana Lopez   |                         |
| 2010-2011 | Pop Wrapped TV                     | Santana Lopez   | 14 episodis             |
| 2013      | The Naughty List                   | Sparkle         | Veu                     |
| 2014      | Home                               | Vera            | Protagonista            |
| 2009-2015 | Glee                               | Santana Lopez   | 113 episodis            |
| 2015      | Devious Maids                      | Blanca Alvarez  | 4 episodis              |
| 2016      | American Dad!                      | Lolo Fuentes    | 1 episodi               |

## Premis
| Any  | Premi                   | Categoria                                                   | Resultat |
| ---- | ----------------------- | ----------------------------------------------------------- | -------- |
| 1992 | Premis a Joves Artistes | Interpretació excepcional d'una jove actiu menor de 10 anys | Nominada |
| 2010 | Premis Gold Derby       | Banda de l'any: Glee (2009)                                 | Nominada |
| 2010 | Premis Imagen           | Millor actriu de suport - televisió: Glee (2009)            | Nominada |